# Чорнобильська демонстрація в Києві

Першотравнева демонстрація під радіоактивною хмарою

«Чорно́бильська» демонстра́ція — урочистості на Хрещатику в Києві з нагоди традиційного святкування Міжнародного дня праці, проведеного 1 травня 1986 року невдовзі після Чорнобильської катастрофи. Влада попри високий рівень радіаційного забруднення в Києві не скасувала демонстрацію. У радянську добу для представників підприємств, установ, навчальних закладів відвідування організованих комуністичним проводом заходів було обов'язковим. У цілому до участі у святкуванні залучили близько 120 тисяч киян і гостей столиці, зокрема і дітей.

## Чорнобильська катастрофа

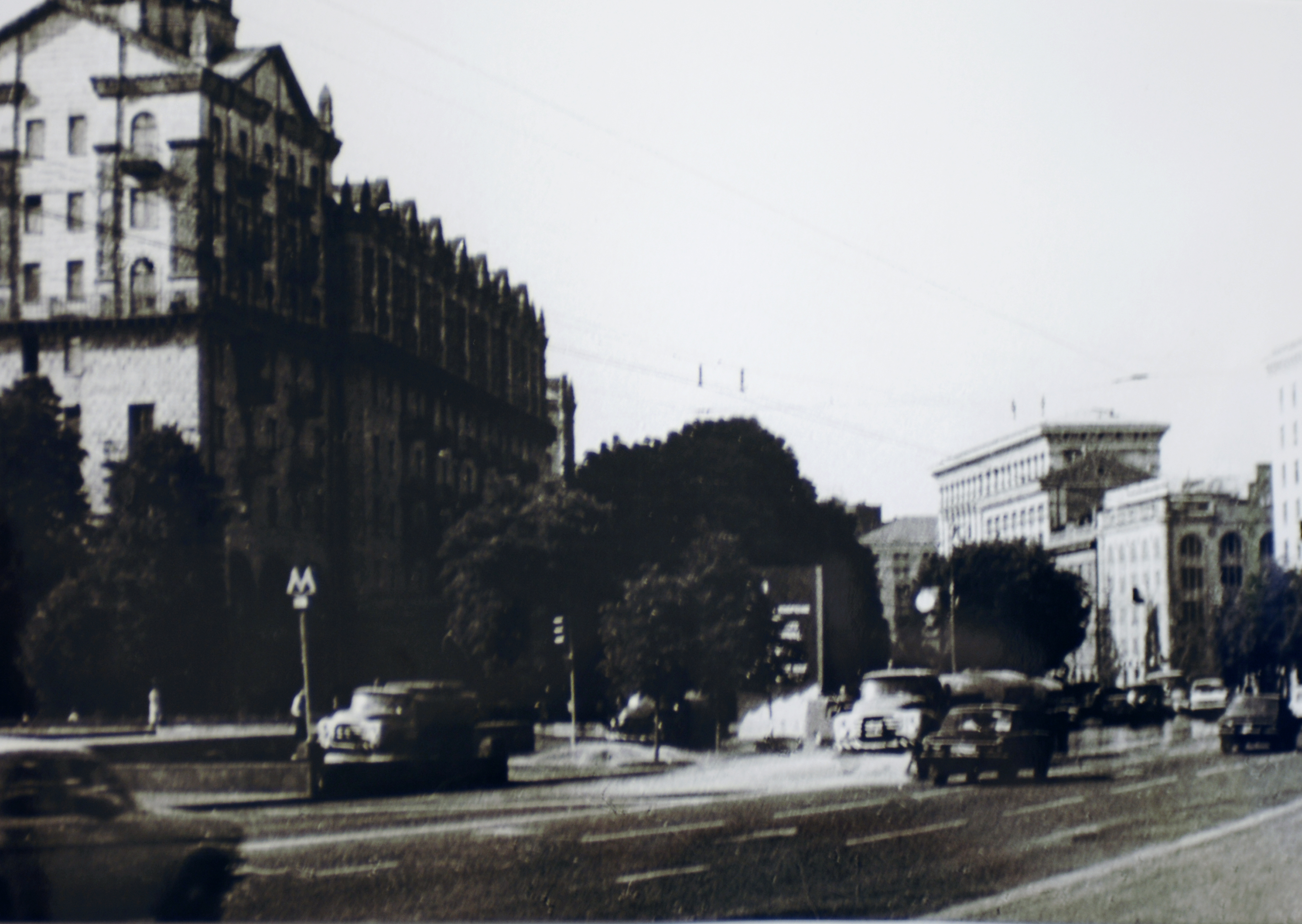
Дезактивація Хрещатика, 1 травня 1986

Чорнобильська техногенна екологічно-гуманітарна катастрофа сталась у ніч проти 26 квітня 1986 року. Два теплових вибухи зруйнували четвертий енергоблок Чорнобильської атомної електростанції (ЧАЕС). У довкілля було викинуто велику кількість радіоактивних речовин. З перших днів аварії Чорнобиль у публіцистичних статтях порівнювали з Хіросимою, вимірюючи масштаб катастрофи від 30 до 400 «Хіросім». Катастрофа вважається найбільшою за всю історію ядерної енергетики.
Радіоактивна хмара від аварії пройшла над європейською частиною СРСР, більшою частиною Європи, східною частиною США. Приблизно 60 % радіоактивних речовин осіло на території Білорусі. Близько 200 000 осіб було евакуйовано із зон забруднення.
Керівництво УРСР та СРСР спочатку намагалося приховати масштаби трагедії. Лише після тиску з боку Західних країн та оцінки реальних обсягів зараження розпочалася евакуація близько 130 000 мешканців Київської області із забруднених районів. Навколо ЧАЕС створено 30-кілометрову зону відчуження.
Попри катастрофічні наслідки аварії комуністичне керівництво організувало проведення першотравневих демонстрацій у Києві, Мінську та інших містах.

## Підготовка до демонстрації
Щорічно 1 травня у СРСР відзначалося одне з найважливіших пропагандистських свят  — Міжнародний день праці. До участі в демонстраціях по всіх радянських містах залучали сотні тисяч робітників, студентів, дітей.
29-30 квітня 1986 року загальносоюзне й українське республіканське керівництво обговорювало питання щодо доцільності масового залучення людей на святкові заходи на п'ятий день після аварії на ЧАЕС. 
На необхідності проведення демонстрації наполягав Генеральний секретар ЦК КПРС Михайло Горбачов. Він прагнув не допустити паніки серед населення. А святкування мало заспокоїти громадян. За зрив Першотравня керівник СРСР погрожував першому секретареві ЦК КПУ Володимирові Щербицькому звільненням.
Комітет державної безпеки (КДБ) надавав заспокійливі доповіді. 29 квітня голова КДБ УРСР Степан Муха у доповідній записці Володимирові Щербицькому «Про забезпечення державної безпеки в період підготовки і проведення урочистостей, присвячених святкуванню 1 Травня — Дня міжнародної солідарності трудящих» повідомляв:
| Одержувана в КДБ УРСР інформація свідчить про те, що підготовка до святкування 1 травня проходить у виключно здоровій політичній обстановці в республіці, в атмосфері високої суспільно-політичної та трудової активності трудящих щодо виконання історичних рішень XXVII з'їзду КПРС. З урахуванням оперативної обстановки та відповідно до вказівки КДБ СРСР № 27с від 5 квітня 1986 Комітетом держбезпеки республіки і його органами на місцях розроблені і здійснюються конкретні заходи, спрямовані на своєчасне добування інформації про задуми противника, виявлення і зрив розвідувально-підривних акцій спецслужб й антирадянських центрів імперіалістичних держав[12]. |
Водночас надходили повідомлення про високий рівень радіаційного забруднення не тільки в Чорнобилі і Київській області, а в цілому в Європі. Станом на 7 ранку 1 травня республіканське Управління з гідрометеорологічного контролю навколишнього середовища фіксує рух повітряних мас із району Чорнобиля й перевищення природного фону випромінювання в Києві до 550—1200 мікрорентген на годину.
Однак республіканське керівництво, зокрема Володимир Щербицький і голова Президії Верховної Ради УРСР Валентина Шевченко, санкціонують проведення демонстрації. Згодом обидва керівники виправдовуватимуть себе, заявляючи, що ухвалювали рішення під тиском Москви. Натомість у той час вони не проявили рішучості, не наполягли на скасуванні масових заходів і приховали від людей інформацію про радіаційну загрозу.

## Першотравень 1986 року

Графік Інституту ядерних досліджень АН УРСР з виміру радіації станом на 1 травня 1986 року в Києві

Заходи з нагоди Першотравня розпочались о 10:00. Колони демонстрантів рушили по Червоноармійській (Великій Васильківській) вулиці, Хрещатику до площі Жовтневої революції (Майдану Незалежності). На чолі колони демонстрантів ішли дівчата у національному вбранні, вишиванках і віночках зі стрічками. До акції залучили працівників київських підприємств та організацій, зокрема заводів «Більшовик», «Ленінська кузня» та інших. Колону замикали студенти і школярі.
На площі встановили трибуну, на якій демонстрантів зустрічали перший секретар ЦК КПУ Володимир Щербицький і голова Президії Верховної Ради УРСР Валентина Шевченко. На почесних місцях біля трибуни зібрались керівники міністерств і відомств, депутати Верховної Ради СРСР, ветерани партії і війни, передовики виробництва, діячі науки та культури. У демонстрації 1 травня 1986 року, яка офіційно тривала годину двадцять хвилин, у цілому взяло участь близько 120 тисяч демонстрантів.

## Інші масові заходи в Києві у травні 1986 року
У травні 1986 року в Києві окрім демонстрації було проведено інші масові заходи. 6 травня відбувся перший етап 39-х Міжнародних велоперегонів миру. А 9 травня відзначили День Перемоги.

## Наслідки
Виведення на першотравневу демонстрацію дітей, приховування правди про аварію та її наслідки сприяли посиленню національно-демократичного та екологічного рухів в Україні. У багатьох регіонах поширились акції протесту проти існування в Україні атомних електростанцій. Зрештою, Чорнобильська катастрофа та офіційна реакція на неї, продемонстрована Москвою, стала однією з причин розпаду СРСР. Це визнав навіть колишній радянський керівник Михайло Горбачов, який заявив, що 
Чорнобильська катастрофа стала каталізатором політики гласності. Після аварії нові демократичні засоби масової інформації почали викривати інші недоліки радянської системи і запустили ланцюгову реакцію, що і призвело до остаточного знищення Радянського союзу.